# 川口忠
川口 忠（かわぐち ただし）は、静岡県出身の元社会人野球選手。ポジションは内野手、外野手。

## 経歴・人物
沼津東高校を卒業した後に、中央大学に入学する。東都大学リーグでは右翼手として活躍し、3年次の1963年秋季、4年次の1964年秋季と2度の優勝に貢献した。また、ベストナインに3回選出された。大学の1年上に柴垣旭延内野手、同期に武上四郎内野手、末次民夫外野手、2年下には高橋善正投手らがいる。
大学卒業後に、サッポロビールに入社した。1965年の第36回都市対抗野球大会から一塁手として出場し、1967年には社会人ベストナインに選出された。同年のドラフト会議で近鉄バファローズから6位で指名されるが入団を拒否し、会社に残留した。